# Deltocyathus stella
Deltocyathus stella är en korallart som beskrevs av Stephen D. Cairns och Zibrowius 1997. Deltocyathus stella ingår i släktet Deltocyathus och familjen Caryophylliidae. Inga underarter finns listade i Catalogue of Life.